# Cyanure de cobalt(II)
 (juin 2022).
La mise en forme du texte ne suit pas les recommandations de Wikipédia : il faut le « wikifier ».
Les points d'amélioration suivants sont les cas les plus fréquents. Le détail des points à revoir est peut-être précisé sur la page de discussion.
- Les titres sont pré-formatés par le logiciel. Ils ne sont ni en capitales, ni en gras.
- Le texte ne doit pas être écrit en capitales (les noms de famille non plus), ni en gras, ni en italique, ni en « petit »…
- Le gras n'est utilisé que pour surligner le titre de l'article dans l'introduction, une seule fois.
- L'italique est rarement utilisé : mots en langue étrangère, titres d'œuvres, noms de bateaux, etc.
- Les citations ne sont pas en italique mais en corps de texte normal. Elles sont entourées par des guillemets français : « et ».
- Les listes à puces sont à éviter, des paragraphes rédigés étant largement préférés. Les tableaux sont à réserver à la présentation de données structurées (résultats, etc.).
- Les appels de note de bas de page (petits chiffres en exposant, introduits par l'outil «  Source ») sont à placer entre la fin de phrase et le point final[comme ça].
- Les liens internes (vers d'autres articles de Wikipédia) sont à choisir avec parcimonie. Créez des liens vers des articles approfondissant le sujet. Les termes génériques sans rapport avec le sujet sont à éviter, ainsi que les répétitions de liens vers un même terme.
- Les liens externes sont à placer uniquement dans une section « Liens externes », à la fin de l'article. Ces liens sont à choisir avec parcimonie suivant les règles définies. Si un lien sert de source à l'article, son insertion dans le texte est à faire par les notes de bas de page.
- La présentation des références doit suivre les conventions bibliographiques. Il est recommandé d'utiliser les modèles {{Ouvrage}}, {{Chapitre}}, {{Article}}, {{Lien web}} et/ou {{Bibliographie}}. Le mode d'édition visuel peut mettre en forme automatiquement les références.
- Insérer une infobox (cadre d'informations à droite) n'est pas obligatoire pour parachever la mise en page.

Pour une aide détaillée, merci de consulter Aide:Wikification.
Si vous pensez que ces points ont été résolus, vous pouvez retirer ce bandeau et améliorer la mise en forme d'un autre article.
Le cyanure de cobalt(II) est le composé inorganique de formule Co(CN)2. C'est un polymère de coordination (en) qui fait l'objet de recherches depuis de nombreuses années dans le domaine de la synthèse inorganique et de la catalyse homogène.

## Préparation
Le sel trihydraté est obtenu sous forme de précipité brun rougeâtre en ajoutant du cyanure de potassium à une solution de sel de cobalt :
CoCl2(H2O)6 + 2 KCN → Co(CN)2 + 2 KCl + 6 H2O.
Le Co(CN)2 hydraté se dissout en présence d'un excès de cyanure de potassium, formant une solution rouge de KnCo(CN)2+n bien que l'on ne soit pas sûr si n = 3 ou 4. Ce matériau s'oxyde ensuite en hexacyanocobaltate(III) jaune, qui peut être isolé sous forme de sel K3Co(CN)6.

## Structure
Le solide est un polymère de coordination constitué d'atomes de cobalt liés par des unités de cyanure dans un arrangement cubique, chacun de ces atomes de cobalt ayant une géométrie octaédrique et un atome de cobalt supplémentaire dans la moitié des cavités cubiques, c'est-à-dire que la structure est en fait Co[Co(CN)3]2 dans une structure de type zéolithe. Il forme des hydrates et d'autres complexes d'inclusion en diffusant des substances dans les cavités qui ne contiennent pas d'atomes de cobalt.

## Utilisations
Le cyanure de cobalt(II) a été utilisé comme précurseur de l'octacarbonyle de dicobalt.